# Tilemsi (Goundam)
Pour les articles homonymes, voir Tilemsi.
Tilemsi est une commune du Mali, dans le cercle de Goundam et la région de Tombouctou.